# Liste des évêques de Die
La liste des évêques de Die recense le nom des évêques qui se sont succédé sur le siège du diocèse de Die, dans la région historique du Diois, en France. La ville de Die était le siège de l'évêché qui était soumis à la juridiction de l'archevêque de Vienne.
Fondé, selon la tradition, vers le IIIe siècle, le premier évêque du diocèse serait Nicaise, qui aurait participé au concile de Nicée. Le diocèse est supprimé et réuni à celui de Valence entre 1276 et 1687. Recréé, il disparait en 1790. En 1911, l'évêque de Valence est autorisé à joindre à son titre celui de Die ainsi que celui de Saint-Paul-Trois-Châteaux.

## Premiers évêques (c.IIIeauXIIIesiècle)
- Martius   (?) vers 220 ?
- Higère    (?)    ?
- Léon      (?)    ?
- Servilius (?)    ?
- Nicaise         325
- Celse     (?) v.356
- Constantin(?) v.419
- Projectus (?) v.440
- Aubentius     439–450
- Saint Pétrone 453-463, fêté le 10 janvier[2]
- Saint Marcel 463-510, fêté le 10 janvier[2]
- Saeculatius   517-518
- Lucretius     541-573 ; participe au concile de Paris (553) ;
- Paul Ier (Paulus) 585- ? ; se fait représenter au Second concile de Mâcon (585)[3]
- Maxime        614- ?
- Desideratus   788- ?
- Ulphin ou Vulphin v.840
- Remigius      858-859
- Aurelius      875- ?
- Hemico        876-879
- Achideus      957
- Vulfade     v.974
- Conon        1037
- Pierre Ier 1055-1056
- Lancelin     1073- ?
- Hugues de Die  1074-1082
- Ponce        1084-1086
- Saint Ismidon de Sassenage 1097-1115, fêté le 28 septembre[2]
- Pierre II   1116-1119
- Étienne Ier 1121-1127
- Bienheureux Ulric (Oldaric) 1130-1142
- Hugues II, 1142-1159
- Pierre III  1163-1173
- Bienheureux Bernard 1176
- Humbert Ier 1199-1202
- Saint Étienne de Châtillon, 1202-1208, fêté le 7 septembre[2],[4]
- Humbert II 1208-1213[5]
- Bienheureux Didier, dit de Lemps (Galland)[6], de Lans (Chevalier)[7] ou encore de Forcalquier, 1213-1223
- Bertrand d'Étoile 1224-1234
- Humbert III 1234-1245[8], resigné
- Amédée de Genève 1245-1276

## Évêques de Valence et de Die (1276-1687)
Le pape Grégoire X décide de réunir les deux diocèses sous l'autorité d'un seul évêque pour s'opposer au pouvoir grandissant des princes laïcs de Valentinois.

## Séparation (XVIIeauXVIIIesiècle)
Les deux évêchés de Die et de Valence, réunis sous l'autorité d'un seul évêque en 1276 tout en conservant chacun son administration propre (deux collèges de chanoines, deux vicaires-généraux, officials distincts), retrouvent en 1687 des évêques respectifs.
- 1687 — 1694 : Armand de Montmorin Saint-Hérem , transf.p/Vienne(1694)
- 1694 — 1701 : Séraphin de Pajot de Plouy
- 1701 — 1734 : Gabriel de Cosnac
- 1734 — 1741 : Daniel-Joseph de Cosnac
- 1741 — 1794 : Gaspard-Alexis Plan des Augiers , dernier évêque de Die, le diocèse est supprimé (1790).

### Autres références
1. ↑  Charles Le Fort, Régeste Genevois, ou Répertoire chronologique et analytique des documents imprimés relatifs à l'histoire de la ville et du diocèse de Genève avant l'année 1312, Société d'histoire et d'archéologie de Genève, 1866, p. 60.
2. 1 2 3 4  « Histoire et saints du diocès », sur le site du Diocèse de Valence - valence.cef.fr (consulté en mai 2021).
3. ↑  Odette Pontal, Histoire des conciles mérovingiens, Paris, CNRS - Cerf - Institut de Recherche et d'Histoire des Textes, 1989, 428 p. (ISBN 978-2-20403-191-2), p. 291 (pp. 161-167 dans la version en allemand).
4. ↑  Nominis : Saînt Étienne de Châtillon.
5. ↑  J. Chevalier, Essai historique..., p. 278-282.
6. ↑  Bruno Galland, Deux archevêchés entre la France et l'Empire : Les archevêques de Lyon et les archevêques de Vienne du milieu du XIIe siècle au milieu du XIVe siècle, Rome, École française de Rome, coll. « Bibliothèque des Écoles françaises d'Athènes et de Rome » (no 282), 1994, 831 p. (ISBN 2-7283-0299-5, lire en ligne), p. 133.
7. ↑  J. Chevalier, Essai historique..., p. 282.
8. ↑  J. Chevalier, Essai historique..., p. 320.
9. ↑  J. Chevalier, Essai historique..., p. 409. On trouve souvent la date de 25 septembre 1275, Jean Giraud (ed.),  Les Registres de Gregoire X (1272–1276) (Paris: Thorin 1892), p. 272-273 no. 637, qui désigne la décision par le pape de procéder à la réunion, laquelle ne devient effective qu'avec la mort d'Amédée de Genève.